# Л.А. побуна
Филмски покрет Л.А. побуна (енгл. L.A. Rebellion), који се понекад назива и „Лос Анђелес школа црних редитеља“, или UCLA побуна, односи се на нову генерацију младих афричких и афроамеричких филмских стваралаца који су студирали на UCLA филмској школи касних 1960-их. до касних 1980-их и створили црни биоскоп који представља алтернативу класичном холивудском биоскопу.

## Идентификација кретања
Филмски научник Клајд Тејлор сковао је термин „Л.А. побуна“ да би описао филмске ствараоце.
У пролеће 1997. године, Doc Films, студентско филмско друштво са седиштем на Универзитету у Чикагу, било је домаћин једне од првих ретроспективних филмова о побуни Лос Анђелеса. Жаклин Стјуарт, ванредни професор на универзитету, помогла је у координацији програма. Ова серија укључивала је радове Чарлса Бaрнета, Хејла Џерима и Џули Даш.
У јесен 2011, UCLA Film and Television Archive програмирао је велику ретроспективу ових филмова под насловом „Л.А. Побуна: Стварање новог црног биоскопа“. Серију је финансирала Гети фондација као део Pacific Standard Time: Art in L.A. 1945-1980. Пре програма, кустоски тим UCLA водио је усмену историју, идентификујући скоро педесет филмских стваралаца, од којих су многи деценијама остали невидљиви. Прикупљени су радови и филмови филмских стваралаца и сачувани су бројни филмови пре пројекције. Објављен је и каталог „L.A. Rebellion: Creating a New Black Cinema", који је пратио програм турнеје кроз више од петнаест градова Северне Америке и Европе.

## Позадина
У јуну 1953. Ајк Џонс је постао први Афроамериканац који је дипломирао на UCLA филмској школи. У наредних 15 година, број афроамеричких филмских стваралаца остао је мали. Један од њих је био Вантил Витфилд, који је 1964. године основао Друштво извођачких уметности у Лос Анђелесу и магистрирао на UCLA 1967. године. До касних 1960-их, усред афирмативне акције, број црних студената се стално повећавао. Међу овим новим уметницима били су Чарлс Бернет, студент инжењерства који је похађао градски колеџ у Лос Анђелесу, и Хаиле Герима, етиопски редитељ који се недавно преселио из Чикага. За разлику од својих претходника, избегавали су холивудске конвенције и били су под утицајем филмова из Латинске Америке, италијанског неореализма, европских уметничких филмова и афричке кинематографије у настајању. Били су међу првима од оних који су постали познати као „Лос Анђелес школа црних филмских стваралаца.“
У јеку нереда у Вотсу и других облика друштвених немира, као што је пуцњава у кампусу UCLA 1969. у којој је учествовала америчка организација Рона Каренге, Барнет и неколико других обојених студената помогли су универзитету да покрене програм етнографских студија. Елисео Ј. Тејлор, који је био једини инструктор црнаца на UCLA филмској школи почетком 1970-их, био је утицајан инструктор у том програму.
Пуцњава УЦЛА Us Organization заправо није била "пуцњава" јер није било размене ватре. Два наоружана члана Организације нас упали су из заседе и убили два ненаоружана водећа члана Партије Црног пантера; Алпрентице "Банчи" Картер и Џон Хагинс. Овај сценарио је добро документован у Агентима репресије Варда Черчила (1988).
Тешом Габријел, филмски научник и историчар, почео је да предаје на УЦЛА 1974. и постао је колега и ментор многим филмским ствараоцима повезаним са покретом.

## Утицај и наслеђе
Документарни филм, Spirits of Rebellion: Black Cinema at UCLA, садржи интервјуе са многим филмским ствараоцима повезаним са покретом. У режији Зејнабу Ирен Дејвис, приказан је као рад у току у суботу, 8. октобра 2011. у оквиру филма "L.A. Rebellion: Creating a New Black Cinema."
Филмови Л.А. Побуна који су уврштени у Национални филмски регистар: Killer of Sheep (1990), Daughters of the Dust (2004), Bless Their Little Hearts (2013) и To Sleep with Anger (2017).

## Списак важних личности покрета

### Филмски ствараоци
Многи доле наведени филмски ствараоци, иако су првенствено познати као писци/редитељи, радили су у више функција на различитим филмским продукцијама током својих раних каријера.
| - Геј Ејбл Беј - Анита В. Адисон - Ширикијана Ејна - Дон Ејмис - Мелвона Баланџер - С. Торијано Бери - Керол Парот Блу - Стормс Брајт - Чарлс Барнет - Бен Колдвел - Лари Кларк - Џули Деш - Зејнебу Ирен Дејвис - Пјер Десир - Алисија Данифу - Ом Дијегу | * Џама Фанака - Џеклин Фрејзер - Хејл Џерима - Ајли Шарон Ларкин - Барбара Меколог - Бернард Николас - О. Фанмилијо Макара - Томас Пеник - Имелда Шин - Монона Воли - Грејлинг Вилијамс - Роберт Витон - Ајверсон Вајт - Били Вудбери |

## Списак запажених филмова
Следи хронолошка листа кратких и дугометражних филмова редитеља ЛА Ребеллион-а за које се генерално сматра да су најзначајнији или значајни.
- Several Friends (1969)[10][11]
- Single Parent Family: Images in Black (1976)
- Emma Mae (1976)
- Harvest: 3,000 Years (1976)
- Passing Through (1977)
- Killer of Sheep (1978)[12]
- Bush Mama (1979)[12][13]
- Penitentiary (1979)
- Water Ritual #1: An Urban Rite of Purification (1979)
- Your Children Come Back to You (1979)
- Ashes and Embers (1982)[12]
- A Different Image (1982)
- Illusions (1982)[12]
- Bless Their Little Hearts (1984)
- Cycles (1989)
- To Sleep with Anger (1990)[12]
- Daughters of the Dust (1991)[12]
- Sankofa (1993)[12]
- The Glass Shield (1994)[14]
- Adwa  (1999)
- Compensation (2000)